# Scottish National Portrait Gallery
De Scottish National Portrait Gallery is een museum in Queen Street, Edinburgh, Schotland en maakt deel uit van de National Galleries of Scotland. 
Het museum bewaart de nationale collectie portretten, alle van, maar niet noodzakelijkerwijs gemaakt door, Schotten. Bovendien ontfermt het museum zich over de Scottish National Photography Collection.
Het gebouw is van rode zandsteen in de neogotische stijl, met het Dogepaleis in Venetië als voorbeeld, ontworpen door Robert Rowand Anderson en gebouwd tussen 1885 en 1890.
 
Het museum is gesticht door krantenmagnaat John Ritchie Findlay, eigenaar van The Scotsman. Het opende zijn deuren in 1889.
De museumcollectie omvat werken zoals: 
- Robert Burns van Alexander Naysmyth
- John Byrne (zelfportret)
- Robbie Coltrane van John Byrne
- Sean Connery van John Bellany
- James Hamilton, 1st Duke of Hamilton van Daniel Mytens
- Douglas Douglas-Hamilton, 14th Duke of Hamilton van Oskar Kokoschka
- Alex Ferguson van David Mach
- David Hume van Allan Ramsay (1713-1784)
- Walter Scott van Henry Raeburn
- Adam Smith van James Tassie
- Mary, Queen of Scots van div. kunstenaars
- Karel Eduard Stuart (Bonnie Prince Charlie) div. kunstenaars
- Tilda Swinton van John Byrne